# Сивота
Сивота (на гръцки: Σύβοτα) е село в Северозападна Гърция, част от дем Игуменица, област Епир. Разположен е на 25 километра на юг от Игуменица. Населението му през 2011 година наброява 875 жители.
Първите заселници на региона са теспротите, които кръщават мястото Сибота. През Средновековието е част от Византия, а по-късно е завладяна от турците и става част от Османската империя. Присъединен е към Гърция след Балканските войни през 1913.
Днес е оживен курорт, разполагащ с множество живописни плажове. Съвсем близо до брега са разположени няколко малки необитаеми острови.